# Bački Gračac

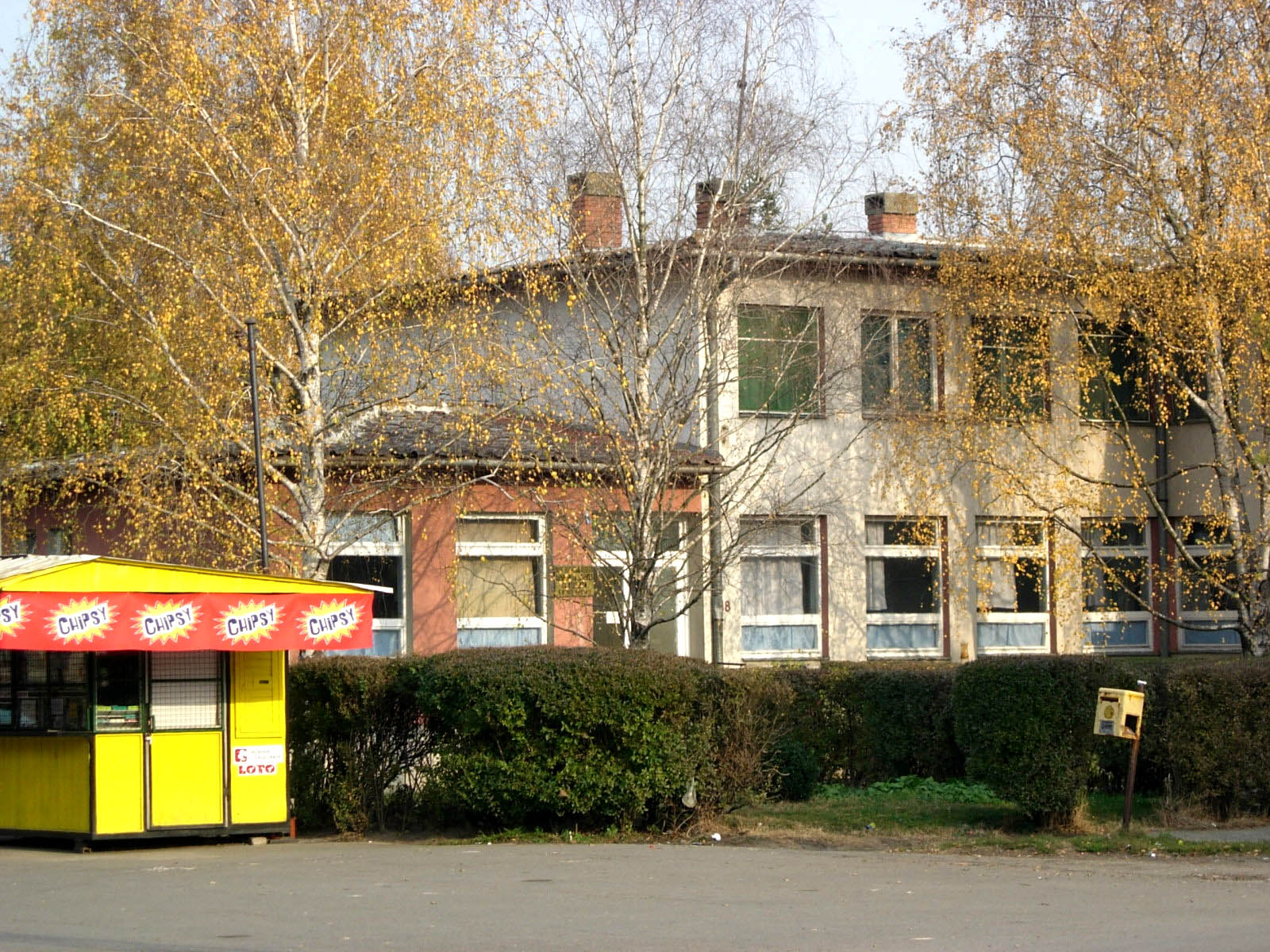
Gesundheitszentrum des Dorfes

Bački Gračac (serbisch-kyrillisch Бачки Грачац; deutsch Filipowa, auch Kindlingen oder Philipsdorf, kroatisch Filipovo, ungarisch Szentfülöp) ist ein Ortsteil der Gemeinde Odžaci in der westlichen Batschka. Er liegt in der serbischen autonomen Provinz Vojvodina. 2011 zählte er 2295 Einwohner.

## Name
Der alte serbische Name des Dorfes war Filipovo (Филипово). Die modifizierten Versionen dieses serbischen Begriffes (Filipowa) wurden auch von den Deutschen übernommen. Andere Namen für das Dorf waren Filipovo Selo (serbisch) und Szentfülöp, Szent-Fülöp (ungarisch).

## Geschichte

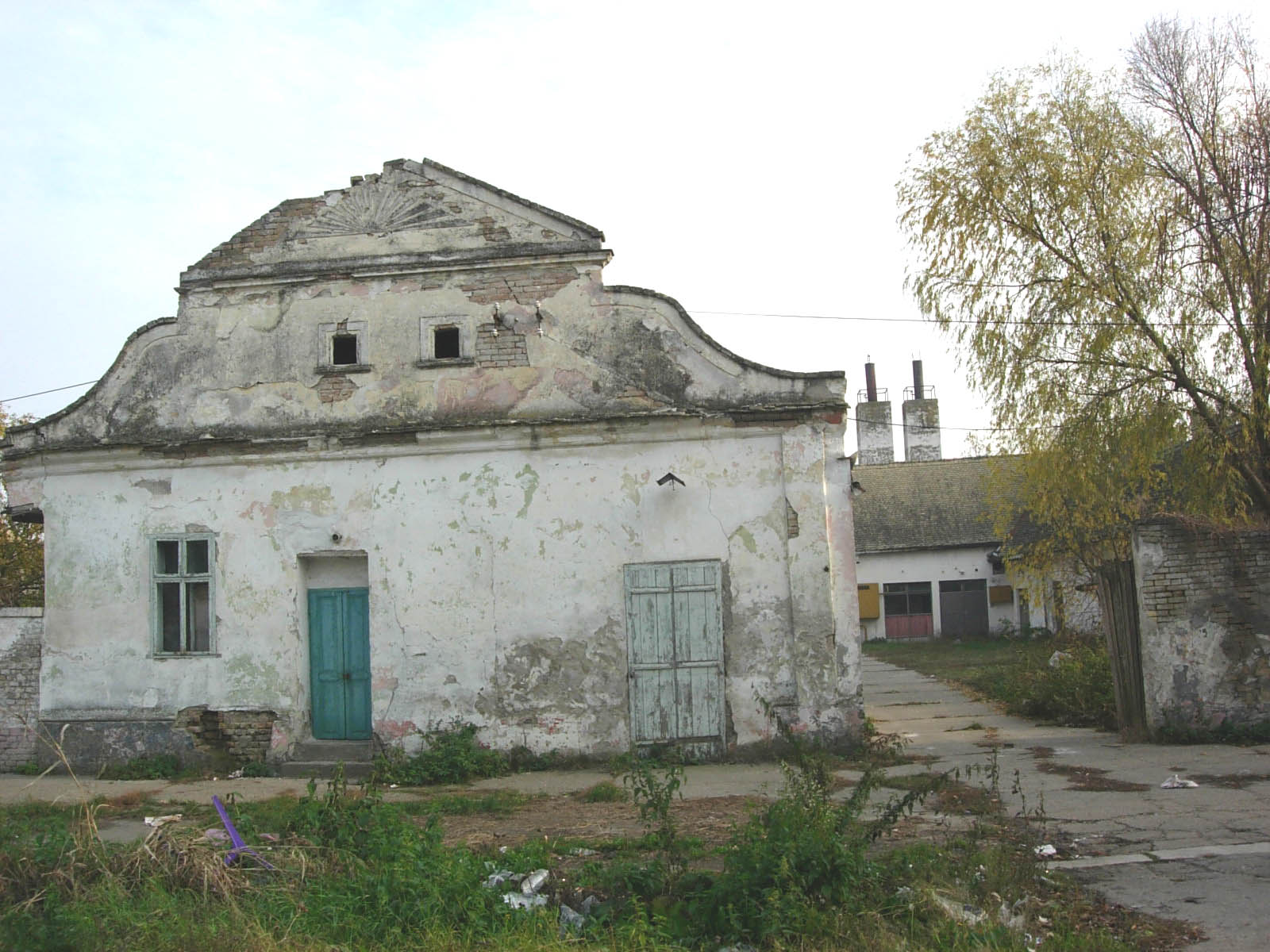
Altes Haus in Bački Gračac.

Das Gebiet, auf dem Bački Gračac angesiedelt wurde, findet sich als Besitz des Klosters zum hl. Philippus im Jahre 1113 erstmals urkundlich erwähnt. So blieb den wenigen Häusern und dem gräflichen Besitz der Name Gut Philippowa erhalten. Es war nach Vertreibung der Osmanen ein „herrenloses Gut“. 1652 bestand das Dorf aus sieben Häusern und einem Kloster. Maria Theresia ordnete durch ein eigenes Patent die Besiedlung des herrenlosen, von der Hofkammer in Wien verwalteten Gutes Philippowa an. Angeworben wurden katholische Deutsche (aus Lothringen, dem Elsass, der Rheinpfalz, aus Baden und Österreichisch Schwaben) sowie eine Gruppe Böhmen tschechischer Muttersprache. Im Jahr 1763 siedelten Deutsche in dem Dorf. Im Jahr 1764 wurden 20 weitere Häuser gebaut, so dass die Zahl der Häuser auf 60 stieg, in denen insgesamt 75 deutsche Familien wohnten. 1801 befanden sich in dem Dorf 272 Häuser. Zu Beginn der 1900er Jahre gab es 535 Häuser. „Erst gegen 1880 geht die Dominanz des Bauernstandes etwas zurück, es treten stärker der Gewerbestand und der Arbeiterstand hervor. Die Wirtschaftsgemeinschaft bleibt aber homogen, ohne durch Klassenkämpfe aufgespalten zu sein und erreicht mit dem Aufschwung der ersten Technisierung bei einer Einwohnerzahl von vier- bis fünftausend Seelen bald die Wirtschaftskraft einer europäischen Kleinstadt.“ 1904 wird Filipowa im Zuge der Magyarisierung offiziell auf „Szentfülöp“ (St. Philipp) umbenannt. Nach dem Ende des Ersten Weltkrieges 1918 fiel Filipowa gemäß dem Vertrag von Trianon an das neugeschaffene Königreich Jugoslawien. Von nun an wurde der Ort offiziell Filipovo (Филипово) genannt. Filipowa blieb bis 1944 eine rein deutsche und rein katholische Gemeinde. Die wenigen ungarischen und slawischen Staatsbeamten sowie slawische landwirtschaftliche (meist nur vorübergehend im Ort beschäftigte) Bedienstete ergaben den geringen andersnationalen Anteil an der Bewohnerschaft des Ortes.
Während des Zweiten Weltkriegs wurden am 25. November 1944 zwischen Filipowa und Hodschag 212 deutsche Männer und Jugendliche von Partisanen der Jugoslawischen Volksbefreiungsarmee erschossen. Das Massengrab mit den Opfern wurde 2010 in einem Maisfeld freigelegt. Am 17. Juni 2011 wurde dort in Anwesenheit des deutschen Erzbischofs Robert Zollitsch, dessen sechzehnjähriger Bruder bei dem Massaker getötet wurde, feierlich eine Gedenktafel eingeweiht.
Anfang 1945 wurde die bis dahin nicht geflohene deutsche Bevölkerung vertrieben und größtenteils in Lagern in Gakowa und Kruschiwl interniert. Von 1945 bis März 1948 starben 833 Personen aus Filipovo an Hunger oder an Krankheiten.

## Bevölkerungsentwicklung
- 1880: 3.039
- 1910: 3.881
- 1921: 3.806
- 1931: 4.356 (4244 Deutsche; jugoslawische Volkszählung)
- 1944: 5.306 (5280 Deutsche; eigene Zählung)
- 1961: 4.284
- 1971: 3.343
- 1981: 2.996
- 1991: 2.924
- 2002: 2.913
- 2011: 2.295
- 2014: 2.273

## Söhne und Töchter des Dorfes
- Stefan Augsburger (1840–1893), Lyriker, katholischer Priester und Politiker
- Georg Wildmann (1929–2022), Hochschullehrer, Verbandsfunktionär und Autor
- Stefan Gillich (1932–2019), Politiker
- Josef Franz Thiel (1932–2024), Ethnologe
- Robert Zollitsch (* 1938), Erzbischof von Freiburg
- Peter Kupferschmidt (* 1942), Fußballspieler (FC Bayern München)
- Ljubomir Obradović (* 1954), Handballspieler und -trainer